# Jacobus Everardus Josephus van den Berg

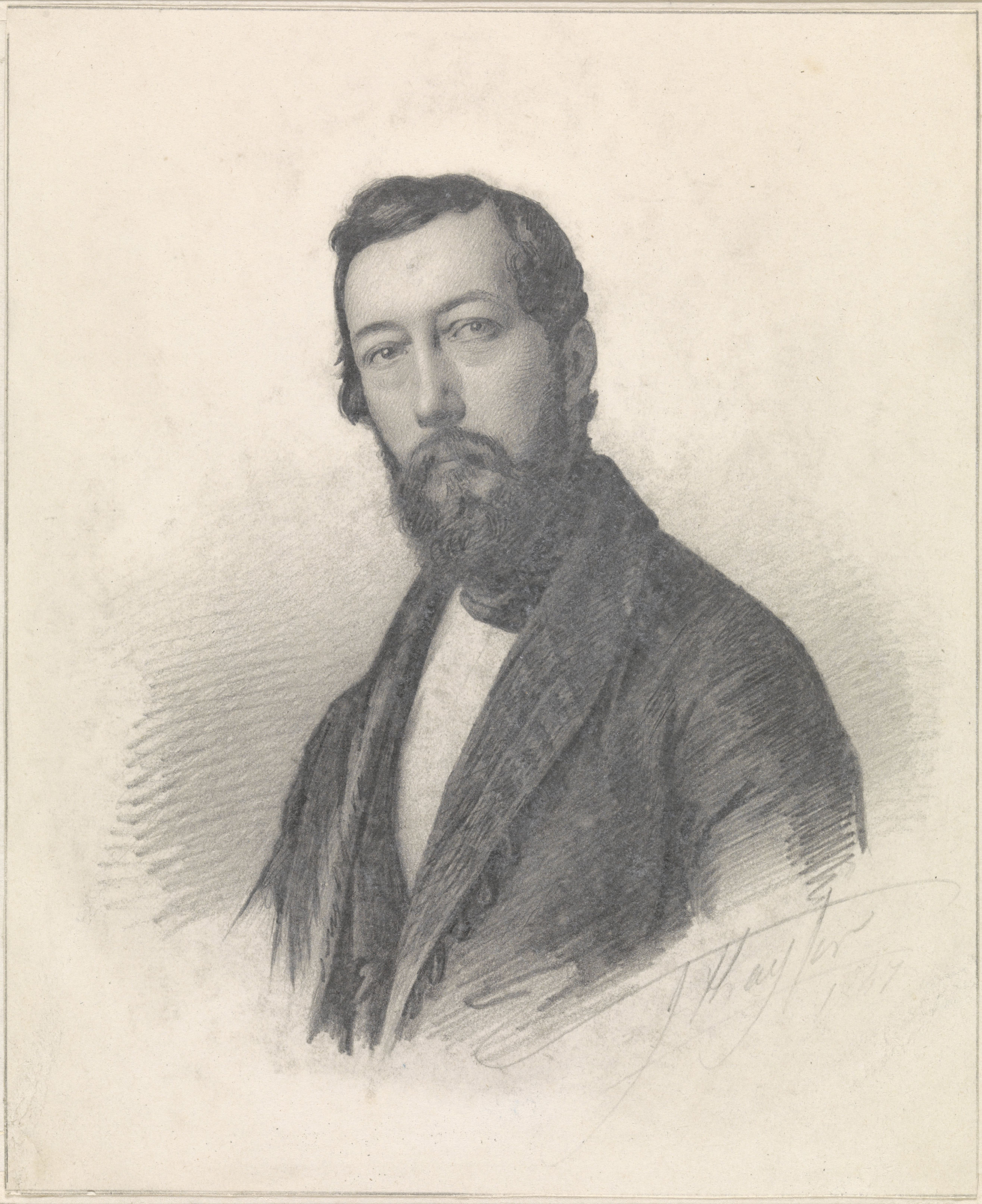
Johann Wilhelm Kaiser, Portret van Jacobus Everardus Josephus van den Berg, 1847

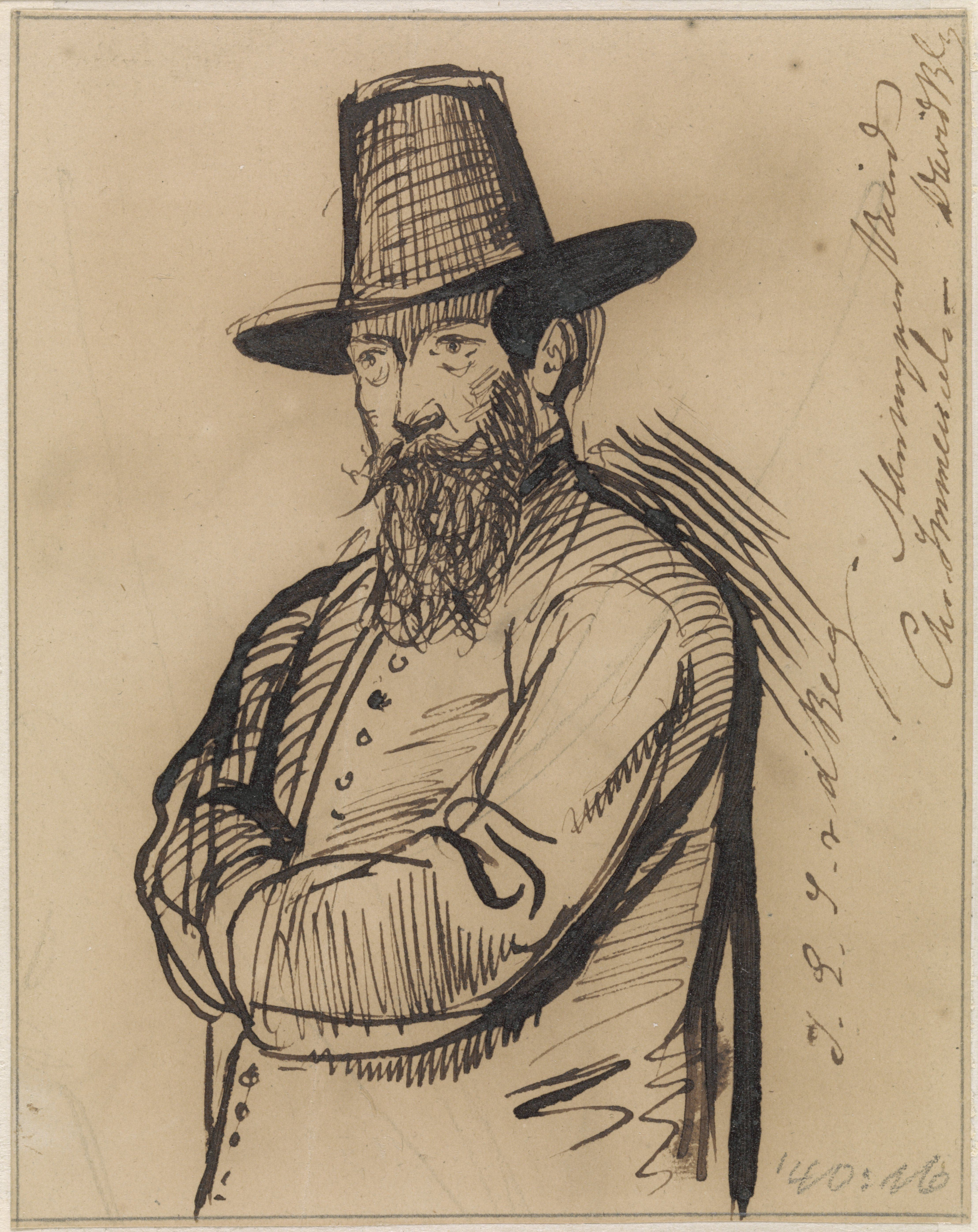
David Bles, Portret van Jacobus Everardus Josephus van den Berg, collectie Rijksmuseum.

Jacobus Everardus Josephus van den Berg (Rotterdam, 8 november 1802 - Den Haag, 20 juli 1861) was een Nederlands kunstschilder en tekenleraar. Vanaf augustus 1844 tot aan zijn dood in 1861 was hij de directeur (hoofdonderwijzer) van de Haagsche Teeken-Akademie, als opvolger van Jacobus Josephus Eeckhout. 

## Naam en familie
Van den Berg kreeg bij zijn doop in de katholieke Steigerkerk in Rotterdam de namen Jacobus Everardus Josephus. Dit is ook de naam die genoteerd is in zijn overlijdensakte en op het door hemzelf ingevulde vragenformulier van Immerzeel. Zijn roepnaam was Joseph. Hij signeerde zijn werk als J.E.J. van den Berg. In de meeste publicaties is zijn tweede voornaam abusievelijk geschreven als Everhardus.   
Joseph van den Berg was een zoon van de kunstschilder Gijsbertus Johannes van den Berg (1769-1817) uit Rotterdam en Gertrudis (Geertruij/Geertruijda) van Claveren (1768-1823) uit Gouda. Alhoewel vader Gijsbertus in Rotterdam was geboren, waren zijn ouders Willem van den Berg en Maria Agnes Pansier allebei overleden te Kranenburg. 
Joseph was het derde kind van de vijf kinderen van Gijsbertus en Geertruij. Evenals zijn oudere broer Wilhelmus Gijsbertus Anthonius (Willem, 1794-1857) bleef hij ongehuwd.  

## Studie en werk
Van den Berg werd in eerste instantie opgeleid door zijn vader. Later studeerde hij onder Willem Herreyns in Antwerpen.
Op het vragenformulier van Immerzeel geeft Joseph zelf aan dat hij werkt als genre- en historieschilder. Hij heeft ook veel portretten gemaakt. Zijn werk bevindt zich onder andere in de collectie van het Haags Historisch Museum. 

## Directeur van de Haagsche Teeken-Akademie
In augustus 1844 werd Joseph benoemd tot directeur van de Haagsche Teeken-Akademie. In maart 1844 had de vorige directeur Jacobus Josephus Eeckhout reeds aangegeven te willen stoppen. Joseph werkte sinds 1841 al als directeur van de pleisterklasse. Als directeur had hij onder andere tot taak de lessen in het tekenen naar naakt levend model te verzorgen. Dat hij veel waarde hechtte aan de principes van het academisme blijkt uit de verschillende boeken die hij heeft geschreven over anatomie en perspectief.